# Filip Krajinović
Filip Krajinović (serbisk: Филип Крајиновић, født 27. februar 1992 i Sombor, Jugoslavien) er en professionel tennisspiller fra Serbien.